# Smeviksödlan
Smeviksödlan (också kallad för Bullarens sjömonster och Den store ormen) är en lokal sägen som talar om ett sjöodjur runtom Smeviksön i Södra Bullaresjön, Bullarens härad, Tanums kommun.
Författaren Johan Ödman (1682-1749) beskriver Smeviksödlan som 8 alnar lång, ha en kropp som en årsgammal kalv, fyra fötter och en 6 alnars lång svans tjock som en timmerstock och med en gul mun. Vilket den dåvarande pastorn för Naverstad Gude Gädda (1676-1751) skall ha berättat för Ödman, som själv påstått ska ha sett sjöodjuret.  
Smeviksödlan sägs komma från ett tjärn ovanför Sundshult när hon var liten.  Hon har endast sett under svåra tider som krig, bränder, epidemier och hungersnöd, men sägs inte skada personer. Ibland ligger den som en upp och nedvänd eka inne i vassen, samt slå med stjärten vilket skall ha skrämt folk som rott över sjön i nattetid. En annan sägen säger att Smevidsödlan fortsätter att växa, och när den har växt tills den kan nå runt hela Smeviksön ska jorden gå under.  En annan sägen talar om två karlar som gick på isen, och då tog hon den ene i benet. "Det drar mig över", sa han och åkte ner. Det ska finnas ett hål söder om ön som aldrig fryser till is, och genom det hålet andas hon. 